# Scalibregma stenocerum
Scalibregma stenocerum är en ringmaskart som först beskrevs av Rodney D. Bertelsen och Donald P. Weston 1980.  Scalibregma stenocerum ingår i släktet Scalibregma och familjen Scalibregmatidae.
Artens utbredningsområde är Mexikanska golfen. Inga underarter finns listade i Catalogue of Life.